# 高原芥属
高原芥属（学名：Christolea）是十字花科下的一个属，为多年生丛生草本植物。该属共有13种，分布在喜马拉雅、昆仑山及中亚的高山。